# Paul Walter (Politiker, 1891)
Paul Walter (als Paulus Walter * 13. Februar 1891 in Viehhofen bei Nürnberg; † 1. Februar 1978 in Ost-Berlin) war ein deutscher Politiker (KPD).

## Leben
Paulus Walter war Sohn eines Metzgergesellen. Nach dem Besuch der Volksschule erlernte er das Dreherhandwerk. 1908 wurde er Mitglied der Gewerkschaft. In den folgenden Jahren bereiste er als Wanderbursche Deutschland, Belgien, Holland, Österreich und die Schweiz. In Zürich wurde er 1911 Mitglied des Internationalen Arbeitervereins. 1912 trat Walter in die Sozialdemokratische Partei Deutschlands (SPD) ein. Von 1914 bis 1916 war Walter als Matrose auf dem Kreuzer Kolberg in Wilhelmshaven stationiert. Aufgrund von antimilitaristischen Aktivitäten wurde er im August 1916 inhaftiert und zu einem Jahr Festungshaft in der Festung Köln verurteilt. Anschließend wurde er als wehrunwürdig aus den Streitkräften entlassen. Stattdessen wurde er bei der Firma Schwarzkopf  in Berlin dienstverpflichtet. 1917 wurde er Mitglied der Unabhängigen Sozialdemokratischen Partei Deutschlands (USPD). Im Herbst 1918 nahm Walter aktiv an der Novemberrevolution teil.
Nach dem Ersten Weltkrieg trat Walter in die Kommunistische Partei Deutschlands (KPD) ein. Wegen der Besetzung der Vorwärts-Druckerei wurde er wegen Aufruhr und Landfriedensbruch zu eineinhalb Jahren Gefängnis verurteilt, die er in Plötzensee und Moabit verbüßte. 1921/1922 amtierte er als Vertrauensmann der Hammerwerke in Berlin. Anschließend war er ein Jahr Vorsitzender des Betriebsrates des Betriebs Merkur Flugzeugbau. Von 1924 bis 1932 war er im AEG-Lokomotivbau Hennigsdorf Obmann der Funktionäre und Vorsitzender des Arbeiterrates. Von 1930 bis 1933 war Walter Reichsleiter der RGO-Industriegruppe Metall und Mitglied des „engeren Vorstandes“ des Einheitsverbandes der Metallarbeiter Berlins (EVMB). Als Funktionär dieses kommunistischen „roten Verbandes“ der RGO war er für die Betreuung und Anleitung der EVMB-Anhänger in den AEG-Werken Berlins und in Hennigsdorf zuständig.
Für die KPD übernahm Walter den Posten des Sekretärs der KPD in Berlin-Niederschönhausen.
Im September 1930 wurde Walter als Kandidat der KPD für den Wahlkreis 2 (Berlin) in den Reichstag gewählt. In der Folge gehörte er dem Weimarer Parlament über vier Wahlperioden bis ins Jahr 1933 an. Seit den Wahlen vom Juli 1932 vertrat er dort den Wahlkreis 4 (Potsdam I). In den Reichstagswahlen vom März 1933 wurde Walters Mandat zwar bestätigt, der Antritt des Mandates war aufgrund der zu dieser Zeit einsetzenden Kommunistenverfolgung durch die Nationalsozialisten praktisch nicht mehr möglich.
Ab 1933 war Walter in der kommunistischen Untergrundbewegung tätig. Im selben Jahr wurde er wegen Vorbereitung zum Hochverrat  zu drei Jahren Zuchthaus verurteilt. In den Jahren 1936 bis 1938 und 1943 bis 1945 wurde er als „Schutzhäftling“ im KZ Sachsenhausen gefangen gehalten.

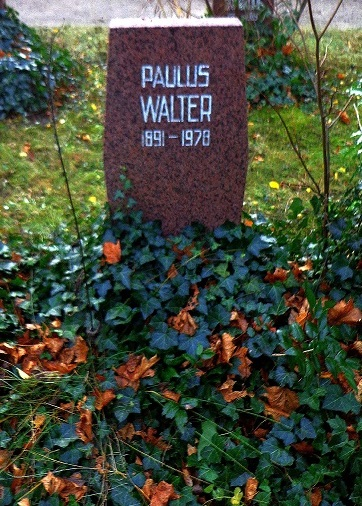
Grabstätte

Nach dem Zweiten Weltkrieg war Walter in der Führung des Freien Deutschen Gewerkschaftsbundes (FDGB) tätig und am Aufbau der Gewerkschaften in Berlin beteiligt. Von 1945 bis 1949 war Walter Mitglied des Landesvorstandes von Groß-Berlin, aus dem er schließlich wegen Krankheit ausschied.
Am 1. November 1951 wurde Walter mit der Führung der Geschäfte des vorbereitenden Ausschusses zur Bildung des Nationalen Aufbauwerkes (NAW) in Berlin vertraut. Im Februar 1952 wurde er zum Sekretär des Nationalen Aufbaukomitees beim Büro des Präsidenten des Nationalrates bestellt. 1954 wurde er hauptamtlicher Mitarbeiter des Nationalrates der Nationalen Front. Von 1958 bis 1963 war Walter politischer Mitarbeiter beziehungsweise Abteilungsleiter der Westabteilung des Nationalrates. Von 1963 bis 1966 leitete er dort die Abteilung für Agitation.
Seine Urne wurde in der Grabanlage Pergolenweg des Berliner Zentralfriedhofs Friedrichsfelde beigesetzt, auf dem Grabstein steht sein Name als Paulus Walter.